# Атанасій (Пакоста)
Атана́сій Пако́ста (пол. Atanazy Pakosta; ? — 1625 р.) — єпископ Руської унійної церкви; з 1619 року — єпископ Холмський і Белзький.

## Життєпис
Походив з родини віленських міщан. Впродовж 1609—1611 рр. навчався у Колегії Єзуїтів в Браунсберзі. Ще перед від'їздом на навчання отримав священичі свячення. Після вступу до ордену василіян став ігуменом в одному з монастирів Мінська. Від 7 серпня 1619 року став єпископом Холмської єпархії. Того ж року владика Атанасій розпочав активну пастирську візитацію своєї єпархії, яку поєднав із соборчиками духовенства у кожній з протопопій, при чому часто натрапляв на спротив з боку православних, особливо в Холмі, Красноставі та Буську, так наприклад, 10 лютого 1619 року в Красноставі православні міщани не допустили його в храм Святої Трійці, а прибулих з ним уніатських священиків взагалі вигнали з міста. Всього єпископ відвідав наступні протопопії: Любомильську, Ратненську, Холмську, Щебрешинську, Люблінську, Потилицьку, Белзьку, Буську, Тишовецьку та Сокальську.
Опріч діяльності, пов'язаної з розповсюдженням унії в підлеглій йому єпархії, єпископ Атанасій Пакоста сприяв поверненню у власність єпархії втрачених його попередниками володінь, так зокрема, він повернув у єпархіальну власність села Бусьно та Білопілля, віддані його попередником, єпископом Арсенієм Андрієвським, в оренду. Також домігся оселення отців василіян в єпархії, надавши їм монастир в Колемчицях. На роки його правління припало відновлення ієрархії православної Київської митрополії Єрусалимським патріархом Теофаном ІІІ, який в 1620—1621 роках висвятив нового православного Київського митрополита Йова Борецького та шістьох єпископів, зокрема православним Холмським єпископом став Паїсій Черкавський. З того часу Холмська єпархія мала двох ієрархів — уніатського та православного. Фактично ж, православний єпископ Паїсій Черкавський так і не зміг обійняти Холмську кафедру, через спротив прихильників уніатів, котрі не допустили його в Холм, вибравши своїм місцеперебуванням монастир святого Онуфрія в Яблочині над Бугом, звідки й управляв тією частиною єпархії, що зосталась в православній вірі.
Атанасій Пакоста помер на початку серпня 1625 року і заповів поховати себе в Холмському катедральному соборі.